# Бито Венвил
Бито Венвил (фр. Butot-Vénesville) насеље је и општина у северној Француској у региону Горња Нормандија, у департману Приморска Сена која припада префектури Дјеп.
По подацима из 2011. године у општини је живело 244 становника, а густина насељености је износила 69,52 становника/km². Општина се простире на површини од 3,51 km². Налази се на средњој надморској висини од 65 метара (максималној 96 m, а минималној 43 m).

## Демографија
| 1962. | 1968. | 1975. | 1982. | 1990. | 1999. | 2011. |
| ----- | ----- | ----- | ----- | ----- | ----- | ----- |
| 161   | 203   | 168   | 197   | 234   | 272   | 244   |

График промене броја становника у току последњих година